# لولو ویلسون
لولو ویلسون (به انگلیسی: Lulu Wilson) (زادهٔ ۷ اکتبر ۲۰۰۵)، یک بازیگر آمریکایی است. از فیلم‌ها یا برنامه‌های تلویزیونی که وی در آن نقش داشته است می‌توان به ویجا: خاستگاه شیطان، آنابل: آفرینش، بازیکن شماره یک آماده و مجموعه تلویزیونی تسخیرشدگی خانه هیل (۲۰۱۸) و فروپاشی خانمان آشر (۲۰۲۳) اشاره کرد.

## فیلم‌شناسی
| نام فیلم               | سال  | نقش                   |
| ---------------------- | ---- | --------------------- |
| لوئی                   | ۲۰۱۲ | دختر کوچک             |
| از شر شیطان نجاتمان ده | ۲۰۱۴ | کریستینا              |
| ویجا: خاستگاه شیطان    | ۲۰۱۶ | دوریس زندر            |
| آنابل: آفرینش          | ۲۰۱۷ | لیندا                 |
| یک پلیس و نصفی         | ۲۰۱۷ | کارینا                |
| بازیکن شماره یک آماده  | ۲۰۱۸ | بچه ابتدایی شماره ۲   |
| چیزهای تیز             | ۲۰۱۸ | ماریان                |
| تسخیرشدگی خانه هیل     | ۲۰۱۸ | شرلی جوان             |
| گلوریا                 | ۲۰۲۰ | گلوریا استاینم نوجوان |
| بکی                    | ۲۰۲۰ | بکی کوپر              |
| خشم بکی                | ۲۰۲۳ | بکی کوپر              |